# 伊那バス
伊那バス株式会社（いなバス、INAbus co., Ltd. ）は、長野県伊那市に本社を置くバス事業者である。主に南信地方を拠点に、伊那市内の一般路線バスおよび、箕輪町・南箕輪村・松川町のコミュニティバスも受託運行する。また中央高速バスや中央道高速バスにも参加し、長野・東京・名古屋・大阪方面の高速バスを運行している。

## 営業所

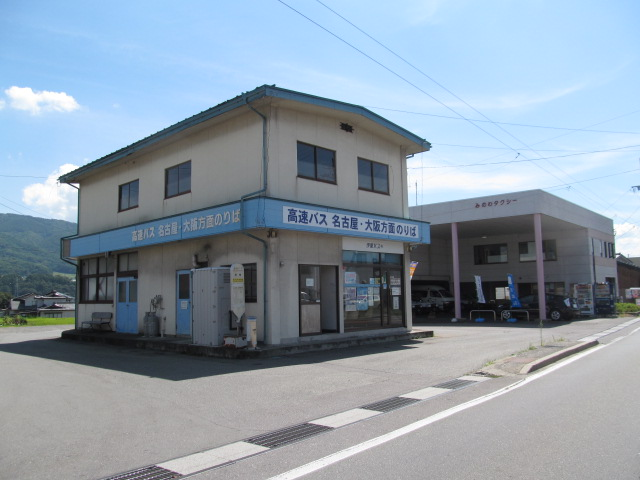
伊那バス箕輪営業所

- 伊那バス本社営業所
- 伊那バス箕輪営業所
- 伊那バス松川営業所
- 伊那バスターミナル（旧称：伊那営業所）
- 駒ヶ根バスターミナル（駒ヶ根営業所）

### 廃止営業所
- 辰野営業所

## 沿革
- 1919年（大正8年）
  - 10月15日 - 伊那自動車として創業。
  - 11月5日 - 会社設立。
- 1919年11月8日
- 1945年6月 - 戦時統合により信南交通株式会社へ統合される。
- 1949年2月 - 信南交通株式会社から分離独立。
- 1975年6月 - 伊那バス株式会社へ商号変更。
- 2000年10月1日 - 伊那本線（馬見塚入口〜本社前間）を廃止。
- 2001年11月 - 本社営業所管内とジェイアールバス関東伊那支店管内で、回数券の共通利用が可能となる。
- 2008年4月1日 - 伊那市街地循環バスの運賃100円区を150円区に値上げしたのに合わせ、自社路線（伊那本線、西箕輪線など）の市街地区間の運賃も値上げを実施（100円→150円）。
- 2010年4月1日 - 伊那本線（本社前〜辰野駅前間）を廃止。
- 2017年
  - 5月18日 - 伊那バスターミナルが改築工事のため利用停止（12月6日まで）。これに伴い、当所を発着する路線バスは北行きは通過、南行きは仮設停留所に停車となり、高速バスはおよそ1km南の伊那バス本社前からの発着となる。
  - 12月7日 - 工事完了に伴い、同日始発から再び伊那バスターミナルからの発着となる。
- 2020年10月1日 - 駒ヶ根バスターミナルを閉鎖、窓口機能を駒ヶ根営業所へ移転集約する[2][3][4]。

## 高速バス

### 現行路線
詳細は各路線の記事を参照。

#### 中央高速バス
- 駒ヶ根・伊那⇔新宿
- 飯田⇔新宿
- 飯田⇔立川

#### 中央道高速バス
- 箕輪・伊那市・駒ヶ根市⇔名古屋

#### みすずハイウェイバス
- 飯田・駒ヶ根・伊那⇔長野（アルピコ交通長野支社・信南交通[5]と共同運行）

#### アルペン伊那号
阪急観光バスと共同運行。信南交通は2022年9月1日の運行をもって撤退し、その後は予約・発券業務のみを行う。
停留所
- 箕輪 - 箕輪町役場入口 - 伊北インター前 - 中央道箕輪 - 伊那インター前 - 伊那バスターミナル - 沢渡 - 宮田 - 駒ヶ根バスターミナル - 駒ヶ根インター前 - 飯島 - 松川 - 高森 - 上飯田 - 伊賀良 - 駒場（中央道昼神温泉） - 京都深草 - 高速長岡京 - 名神高槻 - 千里ニュータウン[注 1] - 新大阪阪急ターミナル - 大阪阪急梅田 - ユニバーサル・スタジオ・ジャパン（午前発着便のみ）
  - 途中、恵那峡SA、多賀SAで休憩する[7]。

運行回数
- 1日2往復[注 2]

路線沿革
- 1989年（平成元年）12月22日 - 伊那バス・阪急バスの2社により大阪 - 伊那市間の運行を開始[8]。
- 1991年（平成3年）
  - 4月4日 - 箕輪町まで延長申請[8]。
  - 6月 - 信南交通が参入[9]。
- 1992年（平成4年）2月1日 - 大阪 - 飯田線（アルペン飯田号）運行休止により、上飯田バス停が飯田市内への最寄りとなる。
- 2012年（平成24年）11月1日 - 伊賀良バス停への停車を開始[10]。これにより当バス停が飯田市内への最寄りとなる。名神茨木停車を廃止。
- 2013年（平成25年）12月21日 - 名神大山崎バス停を廃止、高速長岡京バス停を新設[11]。
- 2015年（平成27年）4月1日 - 阪急バスが運行業務を阪急観光バスへ移管[12]。
- 2016年（平成28年）9月1日 - 午前の箕輪発便（阪急観光バス担当）及び午前の大阪発便（伊那バス・信南交通担当）がユニバーサル・スタジオ・ジャパン (USJ) 発着に変更[13]。
- 2017年（平成29年）
  - 5月18日 - 同年11月までの予定で、伊那バスターミナルの改築工事に伴い伊那市の停留所を約1キロメートル南の伊那バス本社付近に移動[14]。
  - 12月7日 - 伊那バスターミナル改築工事が終了。この日の運行便から再び伊那バスターミナル発着に戻る。またバス停名を「伊那市」を「伊那バスターミナル」、「駒ヶ根市」を「駒ヶ根バスターミナル」にそれぞれ変更[15]。
- 2022年（令和4年）9月2日 - 信南交通が撤退。同日より伊那バスと阪急観光バスの2社による共同運行となる[6]。

#### ベイブリッジ号
伊那バスの単独運行。京急観光バスと信南交通は2008年3月15日の運行をもって撤退した。ただし撤退後も予約・発券業務のみ行い、京浜急行バスは予約センター・横浜駅東口案内所で発券などの運行支援を行うほか、車庫休憩提供の協力をしている。信南交通は飯田駅前発券所・伊賀良発券所にて、発券などの運行支援を行う。
- 飯田駅前⇔双葉SA⇔厚木PA⇔ 横浜駅東口
  - 2005年のダイヤ改正までは、本社営業所が横浜線を担当していたが、専用車両の日野・セレガGJ（1990年式）が廃車となったことで松川営業所へ移管された。
  - 1993年9月1日より2008年3月16日のダイヤ改正までは、一般道に降りて、伊那・駒ヶ根市内など（伊那インター前・伊那BT・沢渡・宮田（村役場近辺に停留所設置）・駒ヶ根BT）に停車していた[16]。

運行回数
- 1日2往復

路線沿革
- 1990年12月20日 - 京急バス、信南交通とともに運行開始。当初は昼行便2往復と夜行便1往復を運行。所要時間は、昼行便が5時間20分、夜行便が7時間であった。
- 1993年9月1日 - 夜行便廃止。
- 2005年 - 横浜側の運行会社を京急観光バスに移管。
- 2008年
  - 3月15日 - この日の運行をもって京急観光バスが運行休止、伊那バスの単独運行となる（乗車券販売等は継続）。
  - 3月16日 - 一部時刻・運行経路の変更を実施。

- 2011年10月1日 - 飯田バスセンター廃止。発着停留所を飯田駅前に変更。
- 2017年4月1日 - 都内から横浜にかけての経路を環状八号線経由から圏央道経由に変更。これに伴い2ヶ所目の休憩場所を石川PAから厚木PAに変更。
- 2020年9月1日 - 当面の間運休

使用車両
- 原則として、日野・セレガハイデッカー車（化粧室付き4列シート車）で運行（他の高速系統と共通運用）。

### 廃止路線 (高速バス)

#### 南アルプス号
- 高遠・伊那・箕輪⇔新宿（京王電鉄バス・JRバス関東[21]と共同運行）

#### 中部国際空港線
- 箕輪・伊那市・駒ヶ根市⇔中部国際空港
  - 本社営業所の単独運行[22]。

## 一般路線バス

### 現行路線

#### 西箕輪線
伊那市街と信州大学農学部・西箕輪方面とを結ぶ。
- 運賃は150円〜310円。本社前から伊那中央病院まで150円、大学前～与地南まで310円
- 伊那営業所から大学前まで290円、羽広・与地南まで310円。

#### 若宮・美原線
伊那市街と若宮・美原地区を結ぶ。
- 2021年10月1日から若宮・美原・手良・福島線の手良・福島方面への運行（六道原～上牧中部停留所の間）を終了し、路線名が「若宮・美原線」と変わった。

#### 大鹿線
大鹿村への唯一の公共交通手段である。
- 運賃は150〜1080円。松川インター〜鹿塩・大河原間は1080円。伊那大島駅〜鹿塩・大河原間は980円。伊那大島駅〜松川インター間は240円。

#### 駒ヶ岳ロープウェイ線
- 駒ケ根駅 - 菅の台バスセンター - しらび平

中央アルプス観光との共同運行路線。駒ケ根駅発着であるが駒ヶ根営業所が運行を担当する。最新車両であってもMT車を使用し、ツーステップバスで座席定員を確保するなど、山岳路線である本路線の状況を考慮した車両が投入されている。

#### 南アルプス登山バス 鳥倉線
毎年夏季（7月中旬頃〜8月最終日曜日）に季節運行する登山バス。
- 1日2本。鳥倉登山口行は、松川インター発と大島駅前発が1本ずつ。
- 運賃は150〜1,710円。伊那大島駅〜鳥倉登山口間は1,620円。松川インター〜鳥倉登山口間は1,710円。鹿塩〜鳥倉登山口間は1,050円（ただし登山客はザック料金として運賃の半額が別途徴収される）。

#### 伊那本線
2017年4月1日より、伊那市、南箕輪村、箕輪町の3市町村からの委託により、運行を開始した。ジェイアールバス関東との共同運行。
- 赤木駅前 - 沢渡駅前 - 伊那バスターミナル[注 5][注 6] - 通り町 - 伊那北 - 伊那中央病院 - 神子柴 - 南箕輪村役場 - 北殿 - 箕輪営業所 - 箕輪町役場入口 - ベルシャイン伊北店前
  - 平日9往復、土曜日・日曜日・祝日3往復。

運賃は区間制運賃で、区間は伊那市西春近区間、伊那市街地区間、南箕輪村区間、箕輪町区間の4つに分かれる。初乗り150円又は200円で、区間をまたぐと50円増加する。全区間乗り通すと350円。こども運賃は大人の半額で、10円未満の端数は10円単位に切り上げ。

### 廃止路線 (一般路線)

#### 伊那本線
駒ヶ根・伊那・箕輪・辰野間を、長野県道146号・国道153号・長野県道19号などを経由して結ぶ路線。2000年10月1日に馬見塚入口〜本社前間が廃止になり、2010年3月31日の運行をもって全面廃止となった。末期の運行本数は、平日のみで、伊那〜辰野系統は1日2往復のみであった。
- 区間便も含めて1日12往復（日祝は6往復）運行されていた。駒ケ根駅前から宮田まで15分、沢渡まで28分、伊那営業所まで45分、箕輪まで68分、辰野駅前まで95分で運行していた。
- 2008年4月1日実施の改正では、伊那〜辰野間が東まわり・西まわり合わせて1日2往復、ベルシャイン伊北〜伊那間が3往復運行されていた（平日のみ）。2004年4月1日実施の改正では、西まわりが平日3往復、東まわりが平日1往復、新たに設定されたベルシャイン発着が1日3往復および平日2往復という本数だった。2000年10月1日の改正では、伊那〜辰野間は1日最大で11往復（西まわりは平日6往復+終日2往復、東まわりは平日2往復+終日1往復）だった。最大運賃は本社前〜辰野駅前間で530円だった。
- 1973年（昭和48年）12月20日時点では、西まわり、東まわり、長岡経由含め、辰野行が1日34本、伊那市・駒ヶ根市方面が1日32本、まとめておよそ30分に1本の運行だった。[24]
- 1929年（昭和4年）伊那乗合自動車時代は伊那～辰野間を概ね1時間に1本の割合で運行[25]
- 2017年4月1日より、沿線の伊那市、南箕輪村、箕輪町の「定住自立圏」の取り組みの一環で箕輪町中箕輪大出のベルシャイン伊北店から伊那中央病院を経由し、伊那市西春近赤木の赤木駅までの間を結ぶ路線バスの5年間の試験運行を開始した[26][注 7]。

#### 新山線
伊那市街と新山地区とを結んでいた。2019年3月21日廃止。

#### 地区循環 富県・東春近方面
天竜川左岸の富県・東春近の地域を循環する路線であった。一部区間でフリー降車区間が存在した。2021年3月31日廃止。

#### 地区循環 新山・桜井・貝沼線
新山・桜井・貝沼線は、伊那バスターミナルから富県区（桜井・貝沼地区）を経由し、新山までを結ぶ路線であった。2021年3月30日で廃止された。
- 新山・桜井・貝沼線は、元の路線名は「新山循環線」であり、また新山循環線時代は富県経由でなく美篶経由で運行していた。のちにルートが美篶経由から富県経由に変更され、路線名も「新山・桜井・貝沼線」へ改称された。

## コミュニティバス

### 箕輪町「みのちゃんバス」
箕輪町が運行するコミュニティバス。伊那バスへ運行委託している。
- 東・西・南・南東・北西・市街地の6つのコースがある[27]。市街地コースを除きフリー乗降区間が設定されている[27]。
- 運行日は平日のみ[27]。土休日、年末年始（12月29日 - 1月3日）は運休[27]。
- 西コースは日によって経由地が変わる（月・火・木は養泰寺前経由、水・金は北城経由）[27]。
- 北西コース・南東コースは箕輪町立箕輪中学校へのスクールバスも兼ねており（スクールバス混乗）、箕輪中学校の登下校時刻に合わせてダイヤが設定され、箕輪中学校休校日は一部便が運休する。
- 伊那バスの回数券が使用できる[27]。
- 乗継割引があり、市街地・東・西・南コースへの乗り継ぎは、車内で乗務員が発行する乗車無料券で乗り継ぎが1回に限り無料となる[27]。

### 南箕輪村「まっくんバス」
南箕輪村が運行するコミュニティバス。正式名称は南箕輪村巡回バス「まっくんバス」。伊那バスへ運行委託している。
- 運行日は平日のみ、土休日および年末年始（12月30日～1月3日）は運休[28]。
- 運賃は1乗車につき大人200円、小学生以下100円。障害者・高齢者割引あり[28]。
- 運行系統は4コースに分割されているが、北コース→南コース→東コース→南原・沢尻コースの順に直通する。

1. 北コース：役場 - 北殿駅 - 大芝高原 - 大学前 - 伊那中央病院 - 役場（ - 南コースへ直通）
2. 南コース：役場 - 田畑駅 - 伊那中央病院 - 大芝高原 - 役場（ - 東コースへ直通）
3. 東コース：役場 - 中込 - 北殿駅 - 大芝高原 - 伊那中央病院（ - 南原・沢尻コースへ直通）
4. 南原・沢尻コース　伊那中央病院 - 南原 - 沢尻 - 伊那中央病院 - 大芝高原 - 役場（ - 北コースへ直通）

- 車両は日野・ポンチョ（ショートボディ）を使用。白地に村のマスコットキャラクターである松ぼっくりの「まっくん」が描かれている[28][29]。初代車両は同デザインの日野・リエッセ（中折戸、車椅子用リフトなし）[30]。
- 愛称「まっくんバス」と車体デザインは、南箕輪村立南箕輪中学校の生徒たちが立案したものを元に決定された[28]。

### 松川町「まつかわフルーツバス」
松川町が運行するコミュニティバス。伊那バスへ運行委託している。
現行路線
- M6：上片桐・大島通学便（役場⇔大沢北部⇔増野会所⇔伊那大島駅）
- M3：部奈線（役場⇔部奈大堤）
- M7：生田線（役場⇔上峠）

廃止路線
- M8：大島循環線
- M2：上片桐循環線
- M4：生田循環（峠部奈線、中山柄山線）

以上の3路線は2023年3月31日をもって運行終了、同年4月3日より乗合タクシー「チョイソコまつかわ」へ移行し、伊那バスへの委託は終了した。

## 車両
- 日野自動車の車両がほとんどである。
- そのほか、トヨタ自動車製とフィアット製の車両を各1台保有する。
- 山岳地帯かつ降雪地であることから、一部路線に低床バスの乗り入れが不可能な区間が存在するため、交通バリアフリー法の施行後も引き続きツーステップ車を導入している。

### 車両称号
| 01   | 1    | 07   |
| ---- | ---- | ---- |
| 年式 | 車種 | 番号 |

- 年式
西暦ではなく元号表記。例えば平成23年式なら「23」の数字が入る[注 8]
- 車種
1 - 高速車
2 - 日野小型・中型車（マイクロバス。コミュニティバス車両、9mクラス）
3 - いすゞ小型車（マイクロバス。コミュニティバス車両）[注 10]
4 - 欠番（忌み数として使用しない）
5 - 日野大型路線車（10.5m以上）
6 - いすゞ大型路線車（10.5m以上）[注 11]
7 - 貸切いすゞ車[注 12]
8 - 貸切日野車
三菱ふそうと日産ディーゼル（現：UDトラックス）は導入実績なし。
- 号車番号
その際に登録される通し番号になる。